# Kinetochor
Als Kinetochor (zu altgriechisch κίνησις kínesis ‚Bewegung‘ und χῶρος chōros ‚Ort‘) wird nach neuerer Terminologie eine spezielle, platten- oder halbkugelförmige Struktur aus Proteinen und DNA-Abschnitten bezeichnet, die dem Zentromer seitlich aufsitzt und bei Kernteilungsvorgängen als Ansatzstelle für die Fasern des Spindelapparates dient.

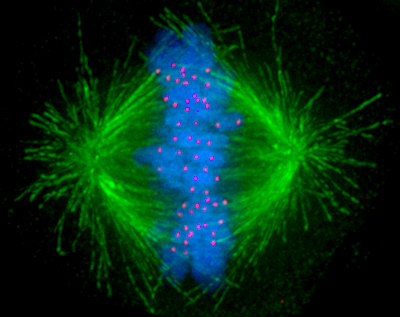
Mikroskopische Aufnahme während der Metaphase einer Mitose – die Mikrotubuli des Spindelapparates sind in grün dargestellt, die kondensierten Chromosomen in blau, die Kinetochoren in rosa.

Früher wurde die Bezeichnung Kinetochor meist synonym zu Zentromer gebraucht, für die primäre Einschnürungsstelle eines Chromosoms bzw. die Anheftungstelle von Spindelfasern.
Nachdem Mikrotubuli der Spindelfasern beider Pole an den Kinetochoren gebunden sind, beginnt ein Proteinkomplex die Bindung zwischen den Schwesterchromatiden am Zentromer eines Chromosoms zu lösen. Erst wenn die Schwesterchromatiden nicht mehr aneinander haften, können sie während der frühen Anaphase einer Mitose über die Mikrotubuli zu den entgegengesetzten Polen des Spindelapparates gezogen werden. Für den Prozess der Aufteilung des Erbguts auf Tochterkerne sind die Kinetochoren somit ein wesentliches Element.